# 아이젠슈타트움게붕군

아이젠슈타트움게붕군의 위치

아이젠슈타트움게붕군(독일어: Bezirk Eisenstadt-Umgebung)은 오스트리아 부르겐란트주에 위치한 군으로 행정 중심지는 아이젠슈타트이며 면적은 453.14km2, 인구는 44,787명(2024년 기준), 인구 밀도는 99명/km2이다. 헌장 도시로 지정된 아이젠슈타트 전체를 둘러싸고 있다. 동쪽으로는 루스트, 노이지들암제군, 북쪽으로는 니더외스터라이히주 브루크안데어라이타군, 서쪽으로는 니더외스터라이히주 비너노이슈타트란트군, 남서쪽으로는 마터스부르크군과 접하며 남쪽으로는 헝가리와 국경을 접한다.

## 하위 행정 구역
2개 도시, 10개 시장도시, 11개 일반 시를 관할한다.
- 도시
  - 노이펠트안데어라이타(Neufeld an der Leitha)
  - 푸르바흐암노이지들러제(Purbach am Neusiedler See)
- 시장도시
  - 브라이텐브룬암노이지들러제(Breitenbrunn am Neusiedler See)
  - 도너스키르헨(Donnerskirchen)
  - 그로스회플라인(Großhöflein)
  - 호른슈타인(Hornstein)
  - 로레토(Loretto)
  - 오가우암노이지들러제(Oggau am Neusiedler See)
  - 장크트마르가레텐임부르겐란트(Sankt Margarethen im Burgenland)
  - 지겐도르프(Siegendorf)
  - 슈타인브룬(Steinbrunn)
  - 불카프로더스도르프(Wulkaprodersdorf)
- 일반 시
  - 클링겐바흐(Klingenbach)
  - 라이타프로더스도르프(Leithaprodersdorf)
  - 뫼르비슈암제(Mörbisch am See)
  - 뮐렌도르프(Müllendorf)
  - 오슬리프(Oslip)
  - 쉬첸암게르비게(Schützen am Gebirge)
  - 슈토칭(Stotzing)
  - 트라우스도르프안데어불카(Trausdorf an der Wulka)
  - 빔파싱안데어라이타(Wimpassing an der Leitha)
  - 차거스도르프(Zagersdorf)
  - 칠링탈(Zillingtal)